# Argostoli

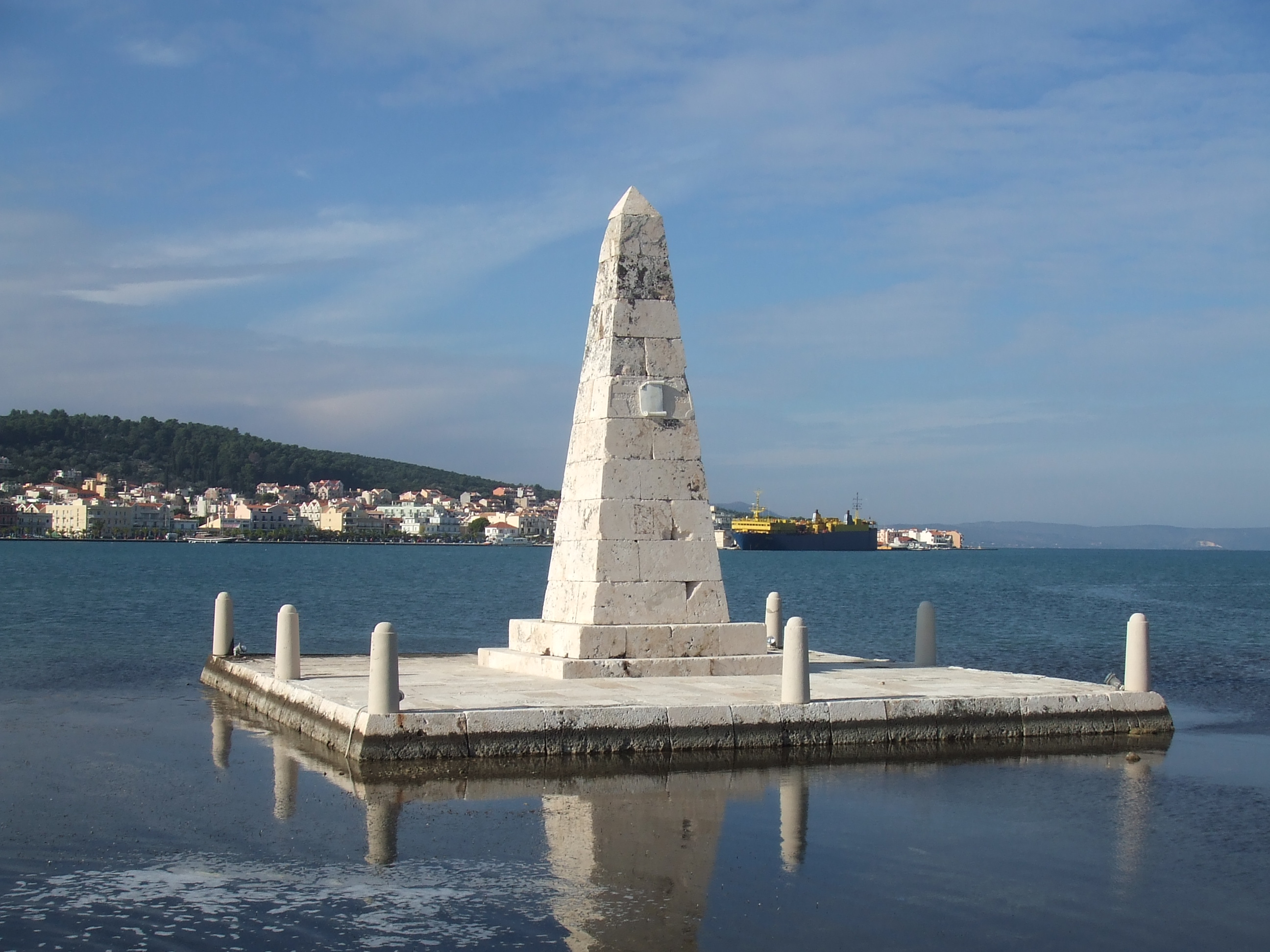
De haven van Argostoli

Argostoli (Grieks: Αργοστόλι) is de hoofdstad van de Griekse gemeente Kefalonia, waar het tevens een deelgemeente van is. De stad telt 12.600 inwoners en heeft een vliegveld gelegen aan de zuidzijde, een haven, een prachtige oude burcht en een aantal musea. In Argostoli is ook een archeologisch museum te vinden. Ook gaat er elke dag een ferry naar Lixouri.